# إلمر سوينسون
إلمر سوينسون (بالإنجليزية: Elmer Swenson)‏ هو  وشخصية أعمال أمريكي، ولد في 12 ديسمبر 1913، وتوفي في 24 ديسمبر 2004.